# Wereldkampioenschap superbike van Aragón 2013
Het wereldkampioenschap superbike van Aragón 2013 was de tweede ronde van het wereldkampioenschap superbike en het wereldkampioenschap Supersport 2013. De races werden verreden op 14 april 2013 op het Motorland Aragón nabij Alcañiz, Spanje.

## Superbike

### Race 1
| Pos | Nr | Rijder            | Constructeur | Rondes | Tijd         | Grid | Punten |
| --- | -- | ----------------- | ------------ | ------ | ------------ | ---- | ------ |
| 1   | 19 | Chaz Davies       | BMW          | 20     | 39:50.332    | 3    | 25     |
| 2   | 50 | Sylvain Guintoli  | Aprilia      | 20     | +5.216       | 4    | 20     |
| 3   | 33 | Marco Melandri    | BMW          | 20     | +7.089       | 8    | 16     |
| 4   | 65 | Jonathan Rea      | Honda        | 20     | +8.196       | 9    | 13     |
| 5   | 76 | Loris Baz         | Kawasaki     | 20     | +14.417      | 6    | 11     |
| 6   | 16 | Jules Cluzel      | Suzuki       | 20     | +18.332      | 5    | 10     |
| 7   | 7  | Carlos Checa      | Ducati       | 20     | +24.306      | 10   | 9      |
| 8   | 84 | Michel Fabrizio   | Aprilia      | 20     | +25.884      | 14   | 8      |
| 9   | 91 | Leon Haslam       | Honda        | 20     | +35.721      | 11   | 7      |
| 10  | 86 | Ayrton Badovini   | Ducati       | 20     | +44.129      | 13   | 6      |
| 11  | 27 | Max Neukirchner   | Ducati       | 20     | +51.424      | 12   | 5      |
| 12  | 23 | Federico Sandi    | Kawasaki     | 20     | +1:09.217    | 17   | 4      |
| 13  | 18 | Ivan Clementi     | BMW          | 20     | +1:14.091    | 18   | 3      |
| 14  | 31 | Vittorio Iannuzzo | BMW          | 20     | +1:48.328    | 20   | 2      |
| NC  | 58 | Eugene Laverty    | Aprilia      | 14     | +6 ronden    | 2    |        |
| DNF | 34 | Davide Giugliano  | Aprilia      | 19     | Uitgevallen  | 7    |        |
| DNF | 5  | Alexander Lundh   | Kawasaki     | 11     | Uitgevallen  | 15   |        |
| DNF | 8  | Mark Aitchison    | Ducati       | 6      | Uitgevallen  | 19   |        |
| DNF | 66 | Tom Sykes         | Kawasaki     | 5      | Uitgevallen  | 1    |        |
| DNS | 2  | Leon Camier       | Suzuki       | 0      | Niet gestart |      |        |

### Race 2
| Pos | Nr | Rijder            | Constructeur | Rondes | Tijd         | Grid | Punten |
| --- | -- | ----------------- | ------------ | ------ | ------------ | ---- | ------ |
| 1   | 19 | Chaz Davies       | BMW          | 19     | 37:52.691    | 3    | 25     |
| 2   | 50 | Sylvain Guintoli  | Aprilia      | 19     | +5.035       | 4    | 20     |
| 3   | 66 | Tom Sykes         | Kawasaki     | 19     | +7.677       | 1    | 16     |
| 4   | 34 | Davide Giugliano  | Aprilia      | 19     | +12.549      | 7    | 13     |
| 5   | 33 | Marco Melandri    | BMW          | 19     | +19.766      | 8    | 11     |
| 6   | 76 | Loris Baz         | Kawasaki     | 19     | +23.855      | 6    | 10     |
| 7   | 16 | Jules Cluzel      | Suzuki       | 19     | +26.926      | 5    | 9      |
| 8   | 7  | Carlos Checa      | Ducati       | 19     | +31.593      | 10   | 8      |
| 9   | 91 | Leon Haslam       | Honda        | 19     | +35.308      | 11   | 7      |
| 10  | 86 | Ayrton Badovini   | Ducati       | 19     | +44.497      | 13   | 6      |
| 11  | 84 | Michel Fabrizio   | Aprilia      | 19     | +53.071      | 14   | 5      |
| 12  | 27 | Max Neukirchner   | Ducati       | 19     | +55.223      | 12   | 4      |
| 13  | 5  | Alexander Lundh   | Kawasaki     | 19     | +1:32.995    | 15   | 3      |
| 14  | 18 | Ivan Clementi     | BMW          | 19     | +1:41.979    | 18   | 2      |
| 15  | 65 | Jonathan Rea      | Honda        | 18     | +1 ronde     | 9    | 1      |
| DNF | 23 | Federico Sandi    | Kawasaki     | 6      | Uitgevallen  | 17   |        |
| DNF | 31 | Vittorio Iannuzzo | BMW          | 0      | Uitgevallen  | 20   |        |
| DNF | 58 | Eugene Laverty    | Aprilia      | 0      | Ongeluk      | 2    |        |
| DNS | 8  | Mark Aitchison    | Ducati       | 0      | Niet gestart | 19   |        |
| DNS | 2  | Leon Camier       | Suzuki       | 0      | Niet gestart |      |        |

## Supersport
| Pos | Nr | Rijder               | Constructeur | Rondes | Tijd           | Grid | Punten |
| --- | -- | -------------------- | ------------ | ------ | -------------- | ---- | ------ |
| 1   | 99 | Fabien Foret         | Kawasaki     | 18     | 37:10.286      | 3    | 25     |
| 2   | 60 | Michael van der Mark | Honda        | 18     | +6.595         | 6    | 20     |
| 3   | 9  | Luca Scassa          | Kawasaki     | 18     | +9.909         | 7    | 16     |
| 4   | 8  | Andrea Antonelli     | Kawasaki     | 18     | +10.110        | 17   | 13     |
| 5   | 84 | Riccardo Russo       | Kawasaki     | 18     | +11.950        | 9    | 11     |
| 6   | 26 | Lorenzo Zanetti      | Honda        | 18     | +12.658        | 8    | 10     |
| 7   | 4  | Jack Kennedy         | Honda        | 18     | +16.105        | 16   | 9      |
| 8   | 65 | Vladimir Leonov      | Yamaha       | 18     | +16.800        | 12   | 8      |
| 9   | 44 | Roberto Rolfo        | MV Agusta    | 18     | +26.034        | 23   | 7      |
| 10  | 87 | Luca Marconi         | Honda        | 18     | +29.106        | 21   | 6      |
| 11  | 25 | Alex Baldolini       | Honda        | 18     | +29.296        | 19   | 5      |
| 12  | 55 | Massimo Roccoli      | Yamaha       | 18     | +29.336        | 18   | 4      |
| 13  | 88 | Kev Coghlan          | Kawasaki     | 18     | +45.557        | 5    | 3      |
| 14  | 61 | Fabio Menghi         | Yamaha       | 18     | +47.652        | 24   | 2      |
| 15  | 5  | Roberto Tamburini    | Suzuki       | 18     | +55.948        | 29   | 1      |
| 16  | 34 | Balázs Németh        | Honda        | 18     | +56.303        | 32   |        |
| 17  | 59 | Alex Schacht         | Honda        | 18     | +56.745        | 28   |        |
| 18  | 64 | Matt Davies          | Honda        | 18     | +57.236        | 25   |        |
| 19  | 33 | Yves Polzer          | Honda        | 18     | +1:40.119      | 33   |        |
| 20  | 24 | Eduard Blokhin       | Honda        | 17     | +1 ronde       | 34   |        |
| 21  | 20 | Mathew Scholtz       | Suzuki       | 17     | +1 ronde       | 26   |        |
| DNF | 11 | Sam Lowes            | Yamaha       | 17     | Uitgevallen    | 2    |        |
| DNF | 7  | Nacho Calero         | Honda        | 17     | Uitgevallen    | 27   |        |
| DNF | 19 | Florian Marino       | Kawasaki     | 16     | Ongeluk        | 15   |        |
| DNF | 5  | Raffaele De Rosa     | Honda        | 16     | Ongeluk        | 10   |        |
| DNF | 6  | Vladimir Ivanov      | Kawasaki     | 13     | Schade ongeluk | 11   |        |
| DNF | 37 | David Linortner      | Honda        | 12     | Uitgevallen    | 14   |        |
| DNF | 35 | Mitchell Carr        | Triumph      | 11     | Ongeluk        | 30   |        |
| DNF | 23 | Luca Salvadori       | Yamaha       | 5      | Uitgevallen    | 31   |        |
| DNF | 21 | Christian Iddon      | MV Agusta    | 5      | Uitgevallen    | 22   |        |
| DNF | 54 | Kenan Sofuoğlu       | Kawasaki     | 2      | Uitgevallen    | 1    |        |
| DNF | 14 | Gábor Talmácsi       | Honda        | 0      | Ongeluk        | 13   |        |
| DNF | 32 | Sheridan Morais      | Honda        | 0      | Ongeluk        | 4    |        |
| DNF | 10 | Imre Tóth            | Honda        | 0      | Ongeluk        | 20   |        |
| DNS | 3  | Stefano Cruciani     | Kawasaki     | 0      | Niet gestart   |      |        |

## Tussenstanden na wedstrijd

### Superbike
| Pos | Nr | Rijder           | Team    | Punten |
| --- | -- | ---------------- | ------- | ------ |
| 1   | 50 | Sylvain Guintoli | Aprilia | 85     |
| 2   | 19 | Chaz Davies      | BMW     | 63     |
| 3   | 58 | Eugene Laverty   | Aprilia | 45     |
| 4   | 33 | Marco Melandri   | BMW     | 43     |
| 5   | 84 | Michel Fabrizio  | Aprilia | 42     |

### Supersport
| Pos | Nr | Rijder               | Team     | Punten |
| --- | -- | -------------------- | -------- | ------ |
| 1   | 99 | Fabien Foret         | Kawasaki | 38     |
| 2   | 60 | Michael van der Mark | Honda    | 36     |
| 3   | 9  | Luca Scassa          | Kawasaki | 26     |
| 4   | 54 | Kenan Sofuoğlu       | Kawasaki | 25     |
| 5   | 8  | Andrea Antonelli     | Kawasaki | 22     |

2011 · 2012 · 2013 · 2014 · 2015 · 2016 · 2017 · 2018 · 2019 · 2020 (I) · 2020 (II) · 2021 · 2022 · 2023 · 2024 · 2025